# Virginia Slims of New Orleans 1984
Virginia Slims of New Orleans 1984 — жіночий тенісний турнір, що проходив на закритих кортах з килимовим покриттям UNO Lakefront Arena в Новому Орлеані (США). Належав до Світової чемпіонської серії Вірджинії Слімс 1984. Турнір відбувся вперше і тривав з 24 вересня до 30 вересня 1984 року. Перша сіяна Мартіна Навратілова здобула титул в одиночному розряді.

## Фінальна частина

### Одиночний розряд
Мартіна Навратілова —  Зіна Гаррісон 6–4, 6–3
- Для Навратілової це був 12-й титул в одиночному розряді за сезон і 98-й — за кар'єру.

### Парний розряд
Мартіна Навратілова /  Пем Шрайвер —  Венді Тернбулл /  Шерон Волш 6–4, 6–1
- Для Навратілової це був 21-й титул за рік і 200-й — за кар'єру. Для Шрайвер це був 12-й титул за сезон і 61-й — за кар'єру.